# ماري روز أرميستو
ماري روز أرميستو (بالفرنسية: Marie-Rose Armesto)‏ (من مواليد عام 1960 - والمُتوفاة في 23 يناير 2007) هي صحفية بلجيكية مولودة في أسبانيا. كانت رئيسة التحرير لسلسلة التليفزيون البلجيكي RTL-TVI.
وُلدت ماري في سافيناو Saviñao في منطقة غاليسيا، وجاءت إلى بلجيكا في سن الثامنة. عملت لأول مرة في البث الإذاعي في عام 1982 على محطة إذاعية راديو الاتصال. انضمت ماري إلى التليفزيون البلجيكي RTL-TVI في سبتمبر 1987، وأصبحت في نهاية المطاف رئيسة مراسلة للسلسلة بالشراكة مع جان بيير مارتين؛ التي تزوجته في عام 1984.
ولأنها لم تكتفي بمجرد الإبلاغ عن الأخبار، فقد نظمت سلسلة بشرية حول مبنى بيرلايمونت في بروكسل للفت الانتباه إلى التطهير العرقي في البوسنة البوسنة والهرسك. وأظهرت للجمهور البلجيكي محنة المفقودين في تشيلي وضحايا الإبادة الجماعية في رواندا. رأت أرمستو الإرهاب الذي يتخذ من الإسلام ستارةً له مثل الفاشية الجديدة.
وفي عام 2002، قامت بنشر زوجة قاتل مسعود على أساس مقابلة مع زوجة أحد قتلة أحمد شاه مسعود.
تُوفيت أرمستو بسبب السرطان في سن 46.